# 小行星4399
小行星4399（4399 Ashizuri）是一颗绕太阳运转的小行星，为主小行星带小行星。该小行星于1984年10月21日发现。
該小行星以日本高知縣的足摺岬命名。

## 轨道参数
小行星4399的轨道半长轴为2.5745170 UA，离心率为0.173。